# أزمة المشرق
نشأت أزمة المشرق، وتسمى أحياناً أزمة المشرق الثانية أو الأزمة المشرقية، بين عامي 1839-1841 نتيجة تدخل القوى الأوروبية في الصراع الدائر وقتها بين الدولة العثمانية وإيالة مصر التي كانت تابعة صورياً لها.

أقصي أمتداد لدولة محمد علي عام 1840م

## المقدمات التاريخية للأزمة
أدت كل من حرب الاستقلال اليونانية والحرب الروسية التركية (1829-1828) إلى إنهاك القوة العسكرية العثمانية. في ذلك الوقت كانت المسالة الشرقية وسبل الحفاظ على أراضي السلطنة، تلك التي ستوصف فيما بعد برجل أوروبا المريض، مثار نقاش دبلوماسي دائم بين القوى الأوروبية. بعد رفض السلطان محمود الثاني تنصيب والي مصر محمد علي باشا حاكماً على سوريا أيضاً، قامت القوات المصرية في العام 1831 باحتلال كل من فلسطين وسوريا وتقدمت في العام 1832 نحو الأناضول. دعماً للسلطان العثماني أرسل قيصر روسيا قوات عسكرية، ما أدى بدوره إلى ارتياب بريطانيا العظمى. في العام 1833 تم الاعتراف عبر صلح كوتاهية بسلطة محمد علي على سوريا. هذه الأحداث بمجملها تُعرف أحياناً في المصادر التاريخية بأزمة المشرق الأولى.
من جانبها، استغلت فرنسا هزيمة الأتراك في حرب الاستقلال اليونانية، وقامت في العام 1830 باحتلال الجزائر. وبدءاً من العام 1840 بذل رئيس الوزراء الفرنسي أدولف تيير قصار جهده في تعويض غياب نجاحاته في السياسية الداخلية عبر إشغال بلده في السياسية الخارجية. لقد رأت فرنسا في محمد علي حليفاً مثالياً لها ودعمت، لذلك، مسعاه في التخلص نهائياً من سطوة السلطان التركي. أما هدف السياسية الفرنسية من كل ذاك فكان جعل الساحل الأفريقي للبحر الأبيض المتوسط وإلى ما بعد السويس منطقة نفوذ فرنسية.

## مجريات الأزمة
بدأت القوات التركية في سنة 1838 بمحاولة طرد محمد علي من الشام، إلا أنها هُزمت على يد ابنه إبراهيم باشا في معركة نزب بعد عام واحد. بعد فشل الدولة العثمانية للمرة الثانية في تحقيق النصر وانشقاق الأسطول العثماني بأكمله في حزيران/يونيه 1840، وانضمامه لصف محمد علي، بدأ الفرنسيون بالتفكير في تقديم الدعم لجانب محمد علي.
هذا الضعف الذي أصاب الدولة العثمانية دفعها إلى شفا الانهيار، فتكوّن حلف من بريطانيا العظمى وروسيا وبروسيا والنمسا للتدخل للحفاظ على السلطنة العثمانية، فمن المحتمل أن يتبع انهيار الحكم التركي مخاطر لم تكن في الحسبان واستبدال عجوز أوروبا الهرم بآخر قوي وحديث يضعف نفوذ الدول الاستعمارية الأوروبية في الشرق. رداً على هذا الموقف ساندت فرنسا بقيادة رئيس وزرائها تيير القاهرة. بهذا أعيد الائتلاف القديم بين دول الحلف المقدس وبريطانيا العظمى ضد فرنسا إلى الحياة من جديد.

## اتفاقية لندن
بموجب اتفاقية لندن، الموقعة في 15 تموز/يوليه 1840، عرضت القوى العظمى على محمد علي وورثته الحكم الدائم على مصر والسودان وإيالة صيدا لكن كانت ستبقى هذه الأراضي اسميًا جزءًا من الدولة العثمانية. وإذا لم يقبل بانسحاب قواته في غضون عشرة أيام، فسيخسر العرض لجنوب الشام، وإذا ما تأخر في القبول أكثر من 20 يومًا سيخسر كل ما عُرض عليه. وافقت القوى الأوروبية على استخدام جميع "وسائل الإقناع" الممكنة لفرض الاتفاقية، لكن محمد علي تردد لأنه كان يؤمن بدعم فرنسا.

### الموقف الفرنسي
سعى الفرنسيون، في ظل حكومة رئيس الوزراء أدولف تيير، إلى زيادة النفوذ الفرنسي في شمال إفريقيا بعد خاصتًا بعد غزو الجزائر. وبدا أن دعم تمرد محمد علي الناجح بهذه الطريقة مناسبًا. فتم إرسال الأدميرال جوليان بيير آن لالاندي إلى البحر الأبيض المتوسط للانضمام في النهاية إلى الأسطول العثماني المنشق، ولكن أصبحت فرنسا معزولة سياسيًا عندما دعمت كل القوى العظمى الأخرى الدولة العثمانية، ولم يكن رئيس وزراء فرنسا أدولف تيير مستعدًا لزج بلاده في حرب مع بريطانيا فغيرت فرنسا مةقفها وانحازت ضد محمد علي في أكتوبر 1840.

## الحملة العسكرية
في سبتمبر 1840، بدأت القوى الأوروبية بالحملة العسكرية ضد محمد علي. عندما تخلت فرنسا عن محمد علي، تحركت القوات البحرية البريطانية والنمساوية في شرق البحر الأبيض المتوسط ضد الشام والإسكندرية.
كانت الإسكندرية الميناء الذي رسي فيه الأسطول العثماني المُنشق. فبعد أن حاصرت البحرية الملكية والبحرية النمساوية أولاً ساحل دلتا النيل، تحركوا شرقاً لقصف صيدا وبيروت في 11 سبتمبر 1840. ثم هاجمت القوات البريطانية والنمساوية عكا. بعد قصف المدينة والميناء في 3 نوفمبر 1840، استولت مجموعة صغيرة من القوات النمساوية والبريطانية والعثمانية، والتي قادها شخصياً قائد الأسطول النمساوي الأرشيدوق فريدريش، على القلعة بعد هروب حامية محمد علي المصرية من عكا.

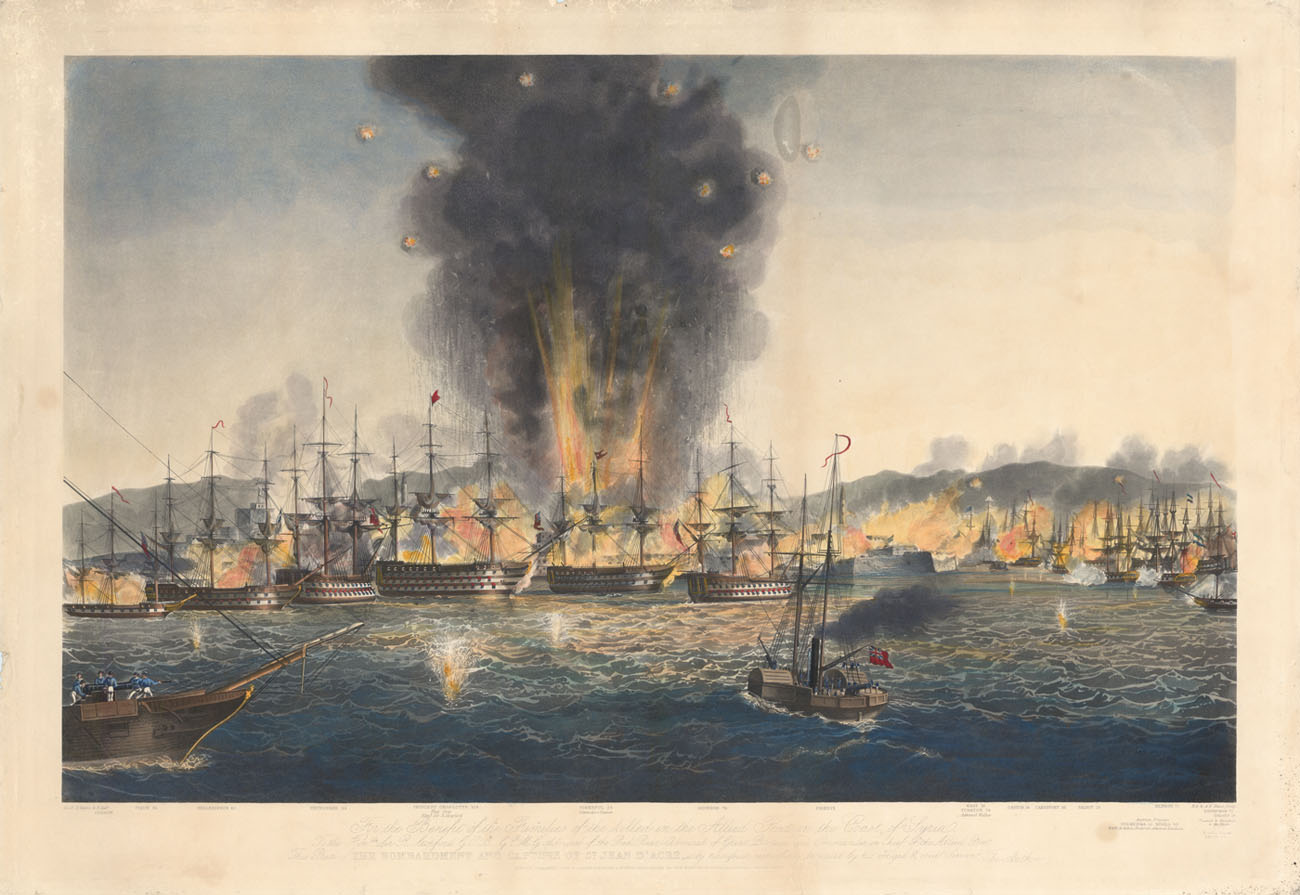
قصف الأسطول الإنجليزي لعكا عام 1840م.

## نتائج طويلة المدى
بعد سقوط عكا، وافق محمد علي أخيرًا على شروط الاتفاقية في 27 نوفمبر 1840. فتخلى عن مطالبه بشأن جزيرة كريت والحجاز ووافق على تقليص حجم قواته البحرية وجيشه الدائم إلى 18,000 رجل إذا كان له ولذريته حُكم وراثي على مصر والسودان. وكان ذلك وضع غير مُسبق لحاكم عثماني. وبالفعل صدر فرمان من السلطان وأكد حكم محمد علي لمصر والسودان. انسحب محمد علي من أضنة والشام والحجاز وكريت وأعاد الأسطول العثماني.

## صور
لوحات غربية لقصف عكا، 3 نوفمبر 1840.

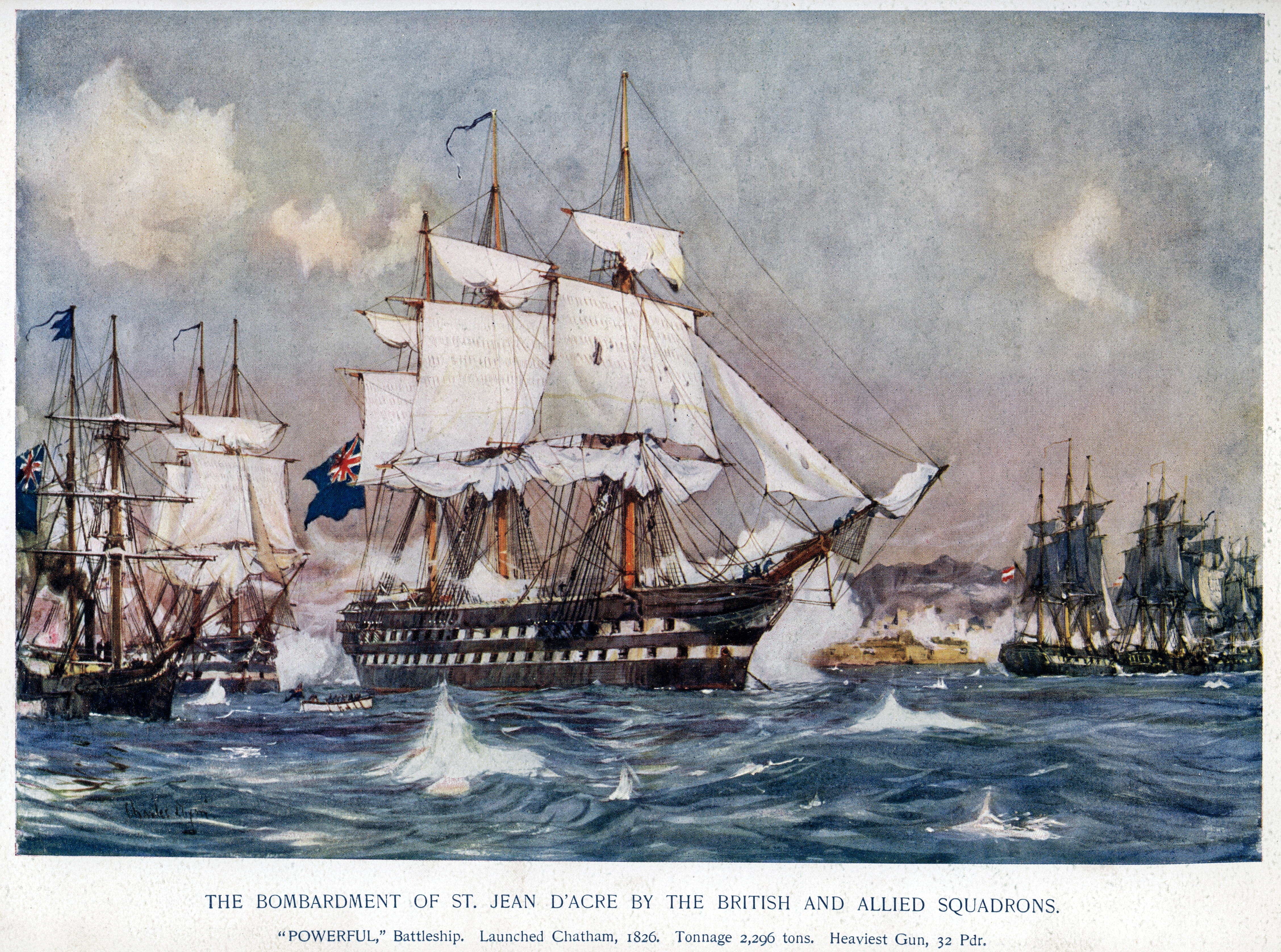
HMS Powerful  [لغات أخرى]‏ at the Battle of St Jean D'Acre
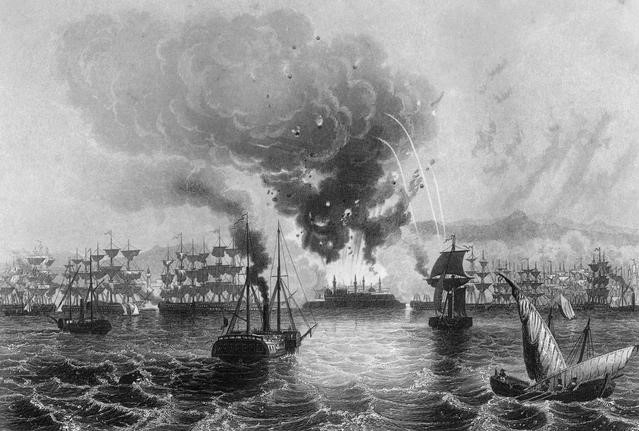
Bombardment of St Jean D'Acre, by Admiral Charles Napier  [لغات أخرى]‏, 3 November 1840
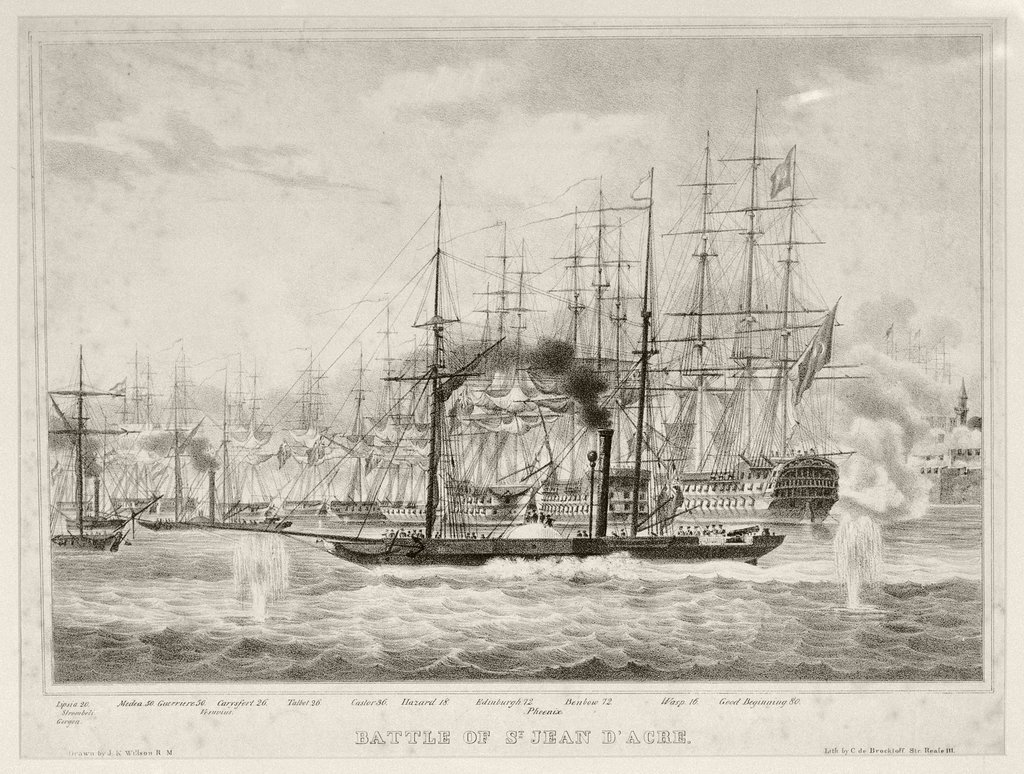
Another scene from the battle
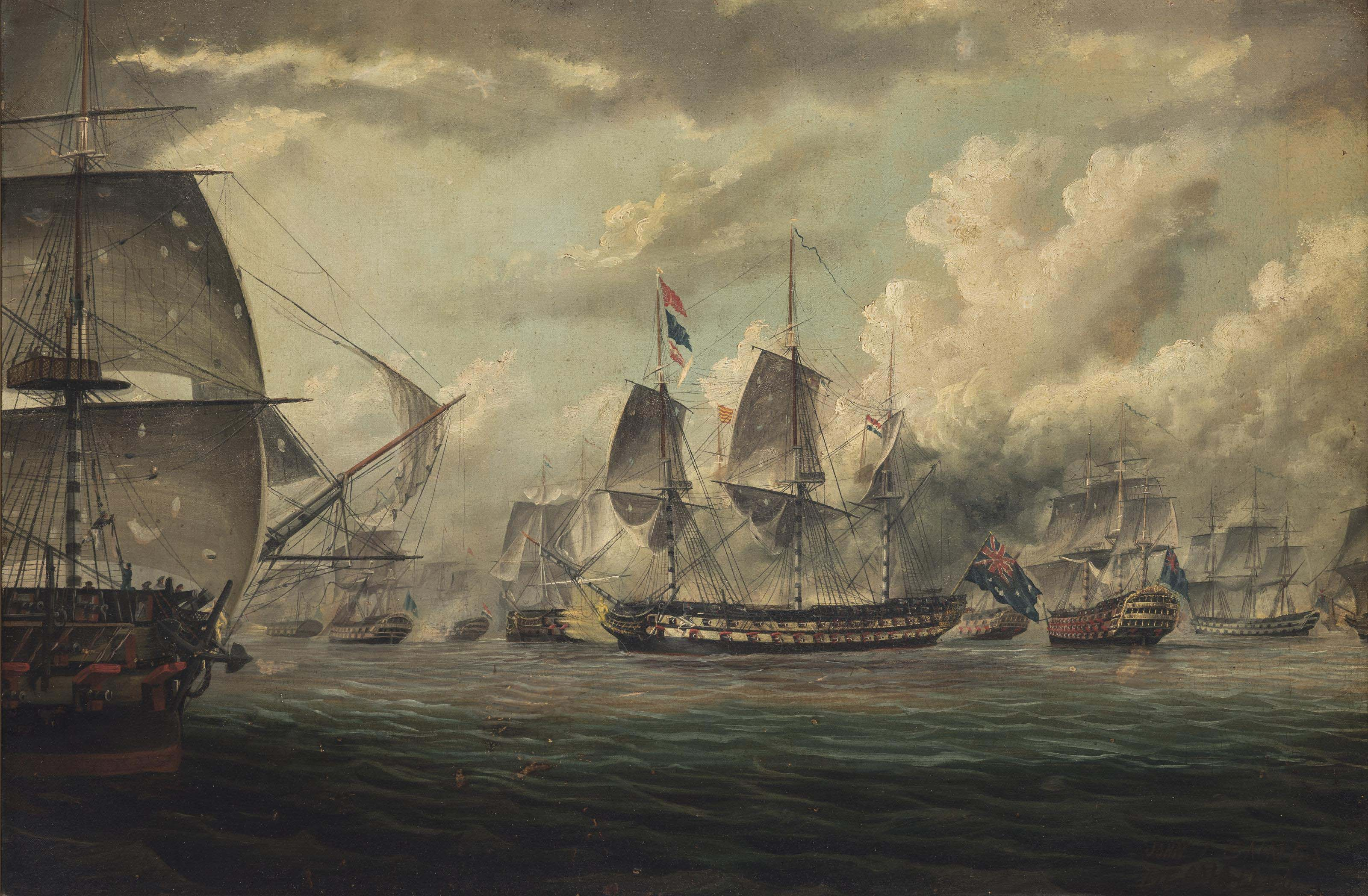
HMS Bellerophon  [لغات أخرى]‏ leading the bombardment of the Syrian fortress of Acre. توماس بينز
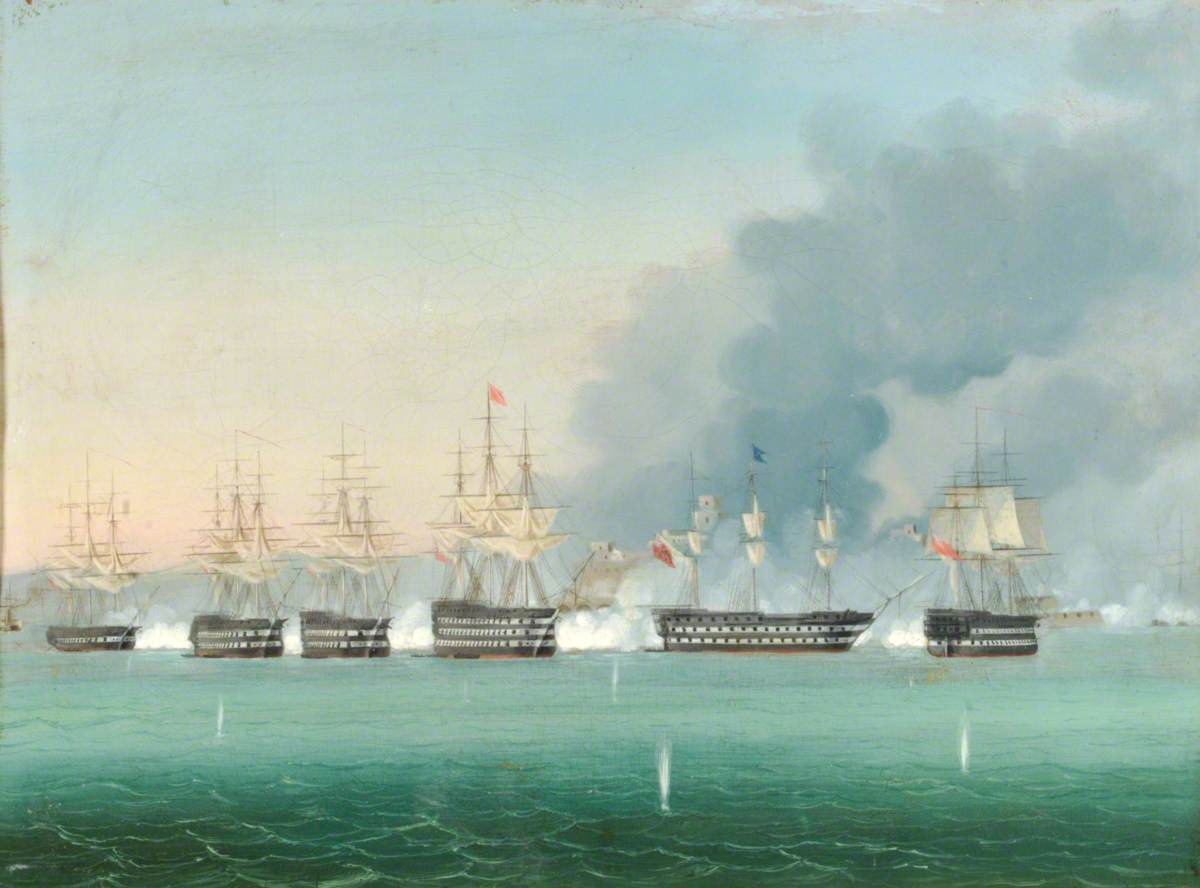
The Bombardment of Acre, 3 November 1840